# Ivy
Ivy er en dansk kortfilm fra 2012 med instruktion og manuskript af Oliver Tonning.

## Handling
Denne artikel mangler et handlingsreferat. Hjælp os med at skrive det.

## Medvirkende
- Lindsay Kjærgaard - Ivy
- Kim Sønderholm - El viejo
- Shahbaz Sarwar - Bartender
- Laura Mikkelsen - El viejos pige